# Two Days Before the Day After Tomorrow
"Two Days Before the Day After Tomorrow" (em português "Dois dias antes do dia depois de amanhã") é o episódio #133 da série de desenhos animados adultos South Park exibida pela Comedy Central. Foi ao ar originariamente em 19 de outubro de 2005.
Além de vários filmes, o episódio parodia os acontecimentos do desastre provocado pelo Furacão Katrina, particularmente as muitas explicações oficiais e a cobertura da imprensa em geral que aumentaram os níveis de sofrimento e consequências da passagem do furacão. Adicionalmente, são ironizadas as negociações raivosas entre os vários segmentos da sociedade que causaram demora nas operações de resgate, além das distorções da cobertura da imprensa, que teria provocado a fuga em massa de Houston em função da chegada do Furacão Rita.

## Enredo
Stan e Cartman brincam numa lancha que Cartman afirma ser do seu tio. Quando Stan liga e tenta pilotar a lancha, incentivado por Cartman, ele perde o controle e acaba se chocando contra a maior represa de castores do mundo, inundando a cidade de Beaverton ("cidade dos castores"). Stan e Cartman tentam esconder sua culpa no acidente mantendo total silêncio.
Contudo, a inundação foi pior do que Stan esperava. O povo da cidade fica ilhado e muitas pessoas subiram nos telhados das casas para escaparem das águas. A imprensa sensacionalista começa a especular e dar falsos relatos de ocorrências de violência e canibalismo na cidade inundada. As estatísticas variam de milhares a milhões, embora a população da cidade seja de 8.000 pessoas. Ninguém realmente descobre as causas da enchente e apenas culpam figuras de fora pela situação: George W. Bush (um dos personagens grita que o presidente não se preocupa com os castores, numa referência a fala de Kanye West que declarou "George Bush não se preocupa com a população negra." Adicionalmente, houve o episódio durante a evacuação, quando pessoas brancas foram vistas sendo resgatadas enquanto um negro era deixado para trás, levando a que a discussão do racismo tumultuasse os resgates.), terroristas, Agência Federal de Controle de Emergências (FEMA, sigla em inglês), etc.). Os cientistas, particularmente Randy Marsh (o pai de Stan), são convocados para examinarem a situação. Numa conferência, eles declaram que o desastre foi causado pelo aquecimento global. É determinado que os maiores desastres ocorrerão no The Day After Tomorrow (isto é, o dia depois de amanhã, referência ao filme). Mas os cientistas subitamente mudam para "dois dias antes do dia seguinte ao amanhã" e Randy conclui "Meu Deus! Isso é hoje!"
As conclusões dos cientistas causam histeria em massa e todos fogem do "aquecimento global". A maioria da população de South Park se abriga no prédio do centro comunitário. Randy persiste na hipótese de que o aquecimento global causara uma "Era do Gelo" que matará quem sair fora do prédio. Ele indica num mapa da América do Norte o avanço do gelo e acaba inadvertidamente desenhando um pênis  (numa alusão a uma piada com um mapa meteorológico do Furacão Rita divulgado na internet). Um repórter declara que 600 bilhões de pessoas haviam morrido "sozinhas" em Chicago. Randy afirma que a temperatura do lado de fora do prédio chegará até 70 milhões de graus abaixo de zero (o que é impossível). Stan confessa a Kyle que ele causou a inundação em Beaverton. Os garotos (com Cartman) tentam resgatar as pessoas com um barco. A tentativa resulta em um novo desastre e um incêndio começa em uma refinaria de petróleo, fazendo com que as pessoas ilhadas pela água agora sejam ameaçadas pelas chamas. Quando Stan avisa o pai de que está em perigo pelo telefone, Randy, Gerald e Stephen resolvem enfrentar a "era do gelo" para salvarem os meninos. Vestem múltiplas roupas e grossos casacos, mesmo com o sol a pino; eles mal atravessam a rua e desmaiam vítimas de desidratação.
Neste momento o Exército consegue resgatar os meninos com um helicóptero, mas antes de subir a escada de cordas Cartman ameaça Kyle com uma arma, pedindo-lhe que entregue seu "ouro judeu". Kyle lhe joga um saco que pendurava no pescoço e Cartman exige que lhe entregue o "saco verdadeiro", pois conhecia esse estratagema dos judeus. Kyle então joga o saco verdadeiro para as chamas. Cartman, contrariado, consegue enfim subir no helicóptero. Os militares declaram que não é o aquecimento global mas o "Exército dos Homens-Caranguejos" (citados no episódio "South Park Is Gay!") os responsáveis pelos desastres. Stan finalmente se declara culpado, mas o povo entende que ele na verdade diz que todos foram culpados e as pessoas começam a levantar a mão e dizer "Eu rompi a represa" (referência ao filme Spartacus) mesmo com Stan insistindo em explicar o que aconteceu.